# Murai Ferenc

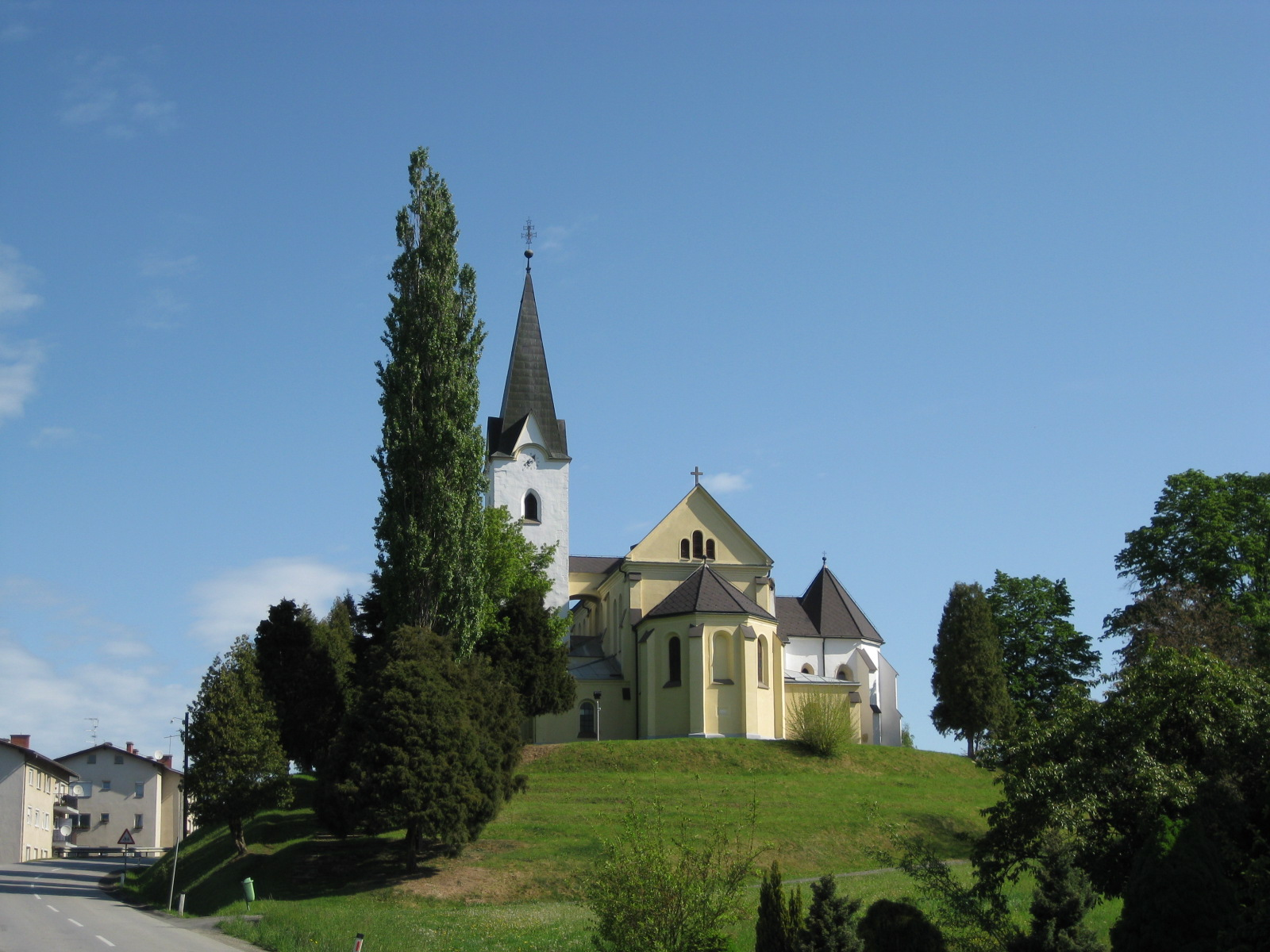
A Szent György templom Vízlendván. Épült 1336-ban.

Murai Ferenc más forrásokban Muray (Permise, 1699 k. – Vízlendva, 1778. szeptember 20.) szlovén római katolikus pap, feltehetően nemesi származású, a vízlendvai Szent György templom plébánosa 1730-tól egészen haláláig.
A mai Kétvölgyön született, a permisei (szlovénül Verica, Murai idején még Bűrica) falurészen, amelyet 1951-ben egyesítettek Ritkaházával. Mint civilteológus tanult teológiát Szombathelyen, s körülbelül 31 éves korában felszentelték és káplánkodni küldték Felsőlendvára, az ottani vártemplomba, ahol három hónapot töltött el. Ezután került Vízlendvára, akkori nevén Szentgyörgye, amely történelmi kegyhelyet a 14. században emelték. Murai majdnem ötven éven át volt ennek a falunak a plébánosa. Ehhez a plébániához tartozott egy időben Alsócsalogány (ma Dolnji Slaveči), ahol Küzmics Miklós biblia-fordító született 1737-ben. Valószínűleg Murai közreműködött Küzmics papi pályán való elindításában. További érdekesség, hogy szintén egy Marits János nevű papnövendék útját is ő igazgathatta, aki Apátistvánfalva plébánosa lett, mely Murai szülőfalujának közvetlen szomszédja és annak az egyházközségnek a része a mai napig. Murai plébánossága alatt az egyházközség vidékéről még számos pap került ki, akik többek közt Apátistvánfalván is működtek úgy például Küzmics György esperes-plébános, P. Hüll István plébános, valamint Vogrincsics János és Koszednár Ferenc káplánok.

## Külső hivatkozás
- Vasi digitális könyvtár